# Asterix de Galliër
Asterix de Galliër is het eerste stripboek uit de Asterix-stripreeks van René Goscinny en Albert Uderzo. Het album introduceert de bekendste personages waaronder Asterix en Obelix. De gelijknamige film is in 1967 uitgekomen en volgt het stripboek nauwkeurig qua verhaallijn. In tegenstelling tot de latere albums ligt de focus in dit verhaal meer op het personage Asterix en is Obelix slechts een bijpersonage.
In 2024 werd het album heruitgegeven met een extra dossier van 16 pagina's.

## Inhoud
Het is het jaar 50 voor Christus. Bijna heel Gallië is veroverd door het Romeinse leger. Alleen een klein dorpje aan de kust biedt nog weerstand.
De Centurion Caius Bonus wil ontdekken waarom deze Galliërs de Romeinen het hoofd kunnen bieden. Hij stuurt een spion naar het dorp, Caligula Minus, die ontdekt dat de Galliërs een toverdrank drinken die hen bovenmenselijke kracht geeft. Deze toverdrank kan enkel worden gemaakt door de druïde, Panoramix. Wanneer hij dit hoort, smeedt Bonus plannen om Panoramix te vangen, hem te dwingen de toverdrank te maken, en met deze drank Julius Caesar van de troon te stoten.
De Romeinen vangen Panoramix, die zich niet laat vermurwen door mooie beloften of vreselijke martelingen. Asterix, die aanvankelijk de druïde wil komen bevrijden, geeft zich aan de Romeinen over, maar samen met Panoramix heeft hij een plan bedacht om Caius Bonus de voet dwars te zetten: Hij laat de Romeinen in de waan mee te werken en verzamelt allerhande ingrediënten (en stuurt de Romeinen buiten het seizoen op zoek naar aardbeien). In plaats van de toverdrank maakt hij echter een drankje dat het haar van de Romeinen razendsnel laat groeien, en alle moeite van knippen en scheren ten spijt, krijgt iedereen een lange baard en haren. De Centurio smeekt Panoramix om een tegengif, na bijna tot waanzin gedreven te worden wanneer Asterix hem tot antwoord dient met gezegden die verwijzen naar haar of baard. Uiteindelijk krijgt Caius Bonus zijn tegengif (in werkelijkheid een simpele groentesoep), maar maakt de druïde tegelijk in een kleine ketel een beetje echte toverdrank voor Asterix. Hiermee ondernemen de twee een ontsnappingspoging, maar deze mislukt door tussenkomst van een groot leger Romeinen dat het kamp hermetisch af lijkt te sluiten.
Tussen deze net gearriveerde Romeinen bevindt zich ook Julius Caesar zelf. Hij krijgt van Asterix te horen wat Caius Bonus van plan is. Bonus wordt gearresteerd, en als dank voor het geven van deze informatie laat Caesar Asterix en Panoramix gaan, maar met de stellige belofte dat "ze elkaar niet uit het oog zullen verliezen".
Het verhaal eindigt met Panoramix en Asterix die door Obelix verwelkomd worden bij hun terugkomst en een groot feestmaal (waarbij Kakofonix voor de begeleidende muziek zorgt).

## Ontwikkeling
Doordat dit het eerste album is, bevinden veel van de personages en situaties zich nog in een ontwikkelingsstadium. Derhalve zitten er een paar verschillen tussen dit verhaal en latere strips, en zitten er wat fouten in het verhaal zelf:
- De tweede bevelhebber van het Romeinse leger verandert na een paar pagina’s plotseling.
- Obelix heeft in dit album een zeer beperkte rol.
- Panoramix woont in dit album nog in een grot buiten het Gallische dorp.
- Asterix en de dorpelingen lijken voortdurend een dosis van de toverdrank te gebruiken, terwijl in latere strips de drank alleen voor noodgevallen wordt gebruikt en Panoramix dan pas een ketel brouwt.
- Hoefnix (niet bij naam genoemd) ziet er in dit album anders uit, en bewerkt metaal met zijn blote handen.
- Kakofonix zit aan het eind van het verhaal gewoon bij de andere dorpelingen aan de bankettafel. Ook speelt hij in dit album nog geen harp maar doedelzak en een vreemd soort viool. Uderzo verklaarde later dat hij niet wist wat voor muziekinstrumenten de Galliërs hadden.[2]
- Julius Caesar heeft op de eerste pagina van het verhaal een heel ander gezicht dan in de rest van alle albums: een rond hoofd met lange neus, flinke kin en grote ogen. Als hij op het einde ten tonele verschijnt heeft hij plotseling een lang gezicht met gebroken neus en kleine ogen.

## Personages
- Asterix, held van het verhaal en de slimste krijger van het dorp.
- Obelix, de menhirhouwer van het dorp.
- Panoramix, de druïde, die in het verhaal nog in een grot buiten het dorp woont.
- Heroïx (oorspronkelijk Abraracourcix), het stamhoofd.
- Caius Bonus, de eerzuchtige centurio van Petitbonum.
- Marcus Gribus (in de oorspronkelijke vertaling Marcus Sacapus), de decurio van Petitbonum.
- Hoefnix, de smid van het dorp.
- Caligula Mincucelus (oorspronkelijk Caligula Minus), de kleine, zwakke Romein die tot spion wordt gebombardeerd genaamd Caligulaminix.
- De goedgelovige ossenhandelaar die zich betreurt zijn ossen te verkopen. Dankzij Asterix bekeert hij zich tot karrenverkoper en wordt door hem Petitbonum binnen gesmokkeld.
- Tullius Octopus, de patrouilleleider die belast wordt met Panoramix te arresteren. Caligulaminus behoort tot zijn troep.
- Kakofonix (oorspronkelijk Assurancetourix), de bard. Zingt niet maar leidt de dans.

## Trivia
- Met de eerste strip uit de reeks moesten de verbanden tussen diverse personages nog nader bekeken worden, maar enkele elementen typisch voor Asterix zijn reeds aanwezig:
  - De namen zijn woordspelingen, zowel voor de Romeinen, de Galliërs (en ook derde personages), als bijvoorbeeld voor de Romeinse kampen:
    - Caius Bonus, Asterix (het 'asterisk' of 'ster'), Sacapus ('vlooienzak' of 'reiszak'), Caligula Minus ('minus' of 'klein grut') ...
    - Petitbonum ('Petit bonhomme, klein mannetje'; in latere vertalingen "Grootmocum", naar "Mokum", een lokale naam voor Amsterdam)
    - Babaorum ('baba au rhum', een dessert;[n 1] in de nieuwe versie Adfundum, de spreuk die men gebruikt bij het in één keer leegdrinken van een glas)
    - Laudanum (verdovend kruid of tinctuur)
    - Aquarium

  - De toverdrank die onoverwinnelijk maakt. In het avontuur zijn de Galliërs genoodzaakt om hun portie dagelijks te nemen om onder het effect te blijven, later krijgen zij het bij noodzaak. Asterix krijgt het vaak in een veldfles mee als hij op avontuur gaat.
  - Het banket aan het einde van het avontuur. De bard werd nog niet gebonden.
- In oudere Nederlandse drukken moesten de Romeinen niet op zoek naar aardbeien maar frambozen. In het Frans stond er fraises, wat een woordgrap is op aux frais de César, op kosten van Caesar. De vertaler wist best het verschil tussen fraises en framboises. Met frambozen buiten het seizoen werd duidelijker dat het om schier onmogelijke opdracht ging en tegen hoge kosten.
- Asterix de Galliër werd in 1999 verkozen in Le Mondes' verkiezing van de 100 beste boeken van de eeuw, tussen tal van literaire werken.
- Het verhaal werd grotendeels volledig verfilmd in de latere tekenfilm van Asterix, waarin de rol van Obelix iets groter is dan in de strip.